# Флаглер-Естейтс (Флорида)
Флаглер-Естейтс (англ. Flagler Estates) — переписна місцевість (CDP) в США, в окрузі Сент-Джонс штату Флорида. Населення — 3540 осіб (2020).

## Географія
Флаглер-Естейтс розташований за координатами 29°38′44″ пн. ш. 81°27′25″ зх. д. / 29.64556° пн. ш. 81.45694° зх. д. (29.645535, -81.456998).  За даними Бюро перепису населення США в 2010 році переписна місцевість мала площу 30,92 км², з яких 30,70 км² — суходіл та 0,22 км² — водойми.

## Демографія
Згідно з переписом 2010 року, у переписній місцевості мешкало 3215 осіб у 1115 домогосподарствах у складі 826 родин. Густота населення становила 104 особи/км².  Було 1307 помешкань (42/км²).
Расовий склад населення:
| - 89,0 % — білих - 6,2 % — чорних або афроамериканців - 1,0 % — корінних американців - 0,3 % — азіатів - 0,1 % — вихідців з тихоокеанських островів - 1,6 % — осіб інших рас |

До двох чи більше рас належало 1,7 %. Частка іспаномовних становила 6,3 % від усіх жителів.
За віковим діапазоном населення розподілялося таким чином: 27,1 % — особи молодші 18 років, 62,7 % — особи у віці 18—64 років, 10,2 % — особи у віці 65 років та старші. Медіана віку мешканця становила 37,9 року. На 100 осіб жіночої статі у переписній місцевості припадало 104,3 чоловіків;  на 100 жінок у віці від 18 років та старших — 104,5 чоловіків також старших 18 років.
Середній дохід на одне домашнє господарство  становив 48 807 доларів США (медіана — 44 681), а середній дохід на одну сім'ю — 49 911 долар (медіана — 44 608). Медіана доходів становила 43 182 долари для чоловіків та 24 667 доларів для жінок. За межею бідності перебувало 21,0 % осіб, у тому числі 27,9 % дітей у віці до 18 років та 10,6 % осіб у віці 65 років та старших.
Цивільне працевлаштоване населення становило 1330 осіб. Основні галузі зайнятості: мистецтво, розваги та відпочинок — 24,1 %, роздрібна торгівля — 16,3 %, транспорт — 11,4 %, науковці, спеціалісти, менеджери — 9,8 %.